# Cornificier
Cornificius ist der Gentilname eines römischen plebejischen Geschlechts, das auf Münzen auch die Namensform Cornuficius trägt und seit dem 1. Jahrhundert v. Chr. nachweisbar ist.
Bedeutende Vertreter des Geschlechts waren u. a.:
- Cornificius (Schreiber), 74 v. Chr. Schreiber (Scriba) des Gaius Verres
- Lucius Cornificius (Ankläger), römischer Ankläger des Titus Annius Milo
- Lucius Cornificius (Konsul 35 v. Chr.), römischer Politiker und Feldherr
- Quintus Cornificius, angeblicher Rhetoriker und Verfasser der Rhetorica ad Herennium
- Quintus Cornificius (Volkstribun), Volkstribun 69 v. Chr., Prätor um 66 v. Chr., kandidierte erfolglos für das Konsulat des Jahres 63 v. Chr.
- Quintus Cornificius (Dichter) († 42 v. Chr.), fiel als Anhänger der Caesarmörder vor Utica in Africa, war auch Redner und Dichter
- Cornificius Longus, römischer Grammatiker, Verfasser eines etymologischen Werkes
- Cornificia (Dichterin) (1. Jahrhundert v. Chr.), Dichterin und Schwester des Dichters und Politikers Quintus Cornificius